# Temple lombard
Le Temple lombard (Tempietto longobardo en italien), aussi connu sous le nom d'oratoire Santa Maria in Valle, est situé à Cividale del Friuli ( Borgo Brossana), dans la province d'Udine, dans la région autonome du Frioul-Vénétie Julienne, en Italie. Situé à l'intérieur du monastère des Ursulines, précédemment occupé par les bénédictins, et du cloître duquel on accède par un ancien portail en bois, il est le témoignage architectural le plus important et le mieux conservé de l'époque lombarde ; il est particulièrement pertinent car il marque le coexistence de motifs architecturaux purement lombards, dans les frises par exemple, avec une reprise des modèles classiques, créant une sorte de continuité ininterrompue entre l'art roman, l'art lombard et l'art carolingien (dans les chantiers desquels travaillaient souvent des ouvriers lombards, comme à Brescia) et l'art ottonien .
Il fait partie des sites « Les Lombards en Italie. Lieux de pouvoir (568-774 après J.-C.) », nom officiel donné par l'UNESCO à un ensemble de 7 localités abritant des monuments de l'architecture lombarde avec des vestiges picturaux et sculpturaux réalisés par les Lombards du VIe au VIIIe siècle en Italie, inscrit le 25 juin 2011 au patrimoine mondial de l'UNESCO.

## Histoire
L'édifice est construit vers le milieu du VIIIe siècle comme chapelle du monastère, à l'endroit où se dressait autrefois la gastaldia (ou gastaldaga, ou gastalderia), le palais du gastaldo, seigneur de la ville ; c'est donc une chapelle palatine. L'initiative est probablement due à Aistolf, duc de Frioul de 744 à 749 et roi des Lombards de 749 à 756, et à sa femme Giseltrude.
Lorsque la gastaldia est transformée en complexe du monastère de Santa Maria in Valle, construit pour les religieuses bénédictines, elle est incorporée à l'église San Giovanni in Valle et le petit temple prend le nouveau nom marial. Selon certains documents du IXe – Xe siècle, la cour occupe la partie dans laquelle se trouve aujourd'hui l'ancien couvent des mères ursulines et comprend des bâtiments tels que la gastaldia, siège du gouvernement lombard, la résidence du duc et le petit temple qui est la chapelle de la cour. Les fouilles archéologiques menées à l'intérieur de l'édifice et aux alentours ont mis en évidence la présence de structures de l'époque romaine tardive et paléochrétienne auxquelles se sont superposées par la suite les édifices du haut Moyen Âge.

## Architecture
Le bâtiment se compose d'un hémicycle à base carrée avec une spacieuse croisée d'ogives, qui se termine par un chœur inférieur divisé par des paires de colonnes dans une loggia à trois travées avec des voûtes en berceau parallèles. Le côté ouest est l'ancien mur d'entrée ; ce côté conserve des restes remarquables d'une extraordinaire décoration en stuc et fresque,. L'abside était autrefois ornée de mosaïques, dont il ne reste aujourd'hui aucune trace.
Actuellement, le Temple est accessible depuis l'entrée de l'ancien monastère (maintenant propriété de la municipalité) et une passerelle surplombant le Natisone, qui n'existait pas à l'origine, mène à la sortie par la sacristie et à une entrée secondaire créée dans le mur du chœur. La chapelle est composée d'un haut volume central qui constitue le vestibule, sur le mur du fond duquel se trouve le portail de façade richement décoré, aujourd'hui fermé et communiquant avec le couvent, et la tribune en bois datant du XVe siècle. Le chœur est divisé par quatre colonnes couplées et deux piliers rectangulaires, qui marquent trois salles avec une voûte en berceau, et est séparé de la salle par la balustrade de l'iconostase.

## Stucs

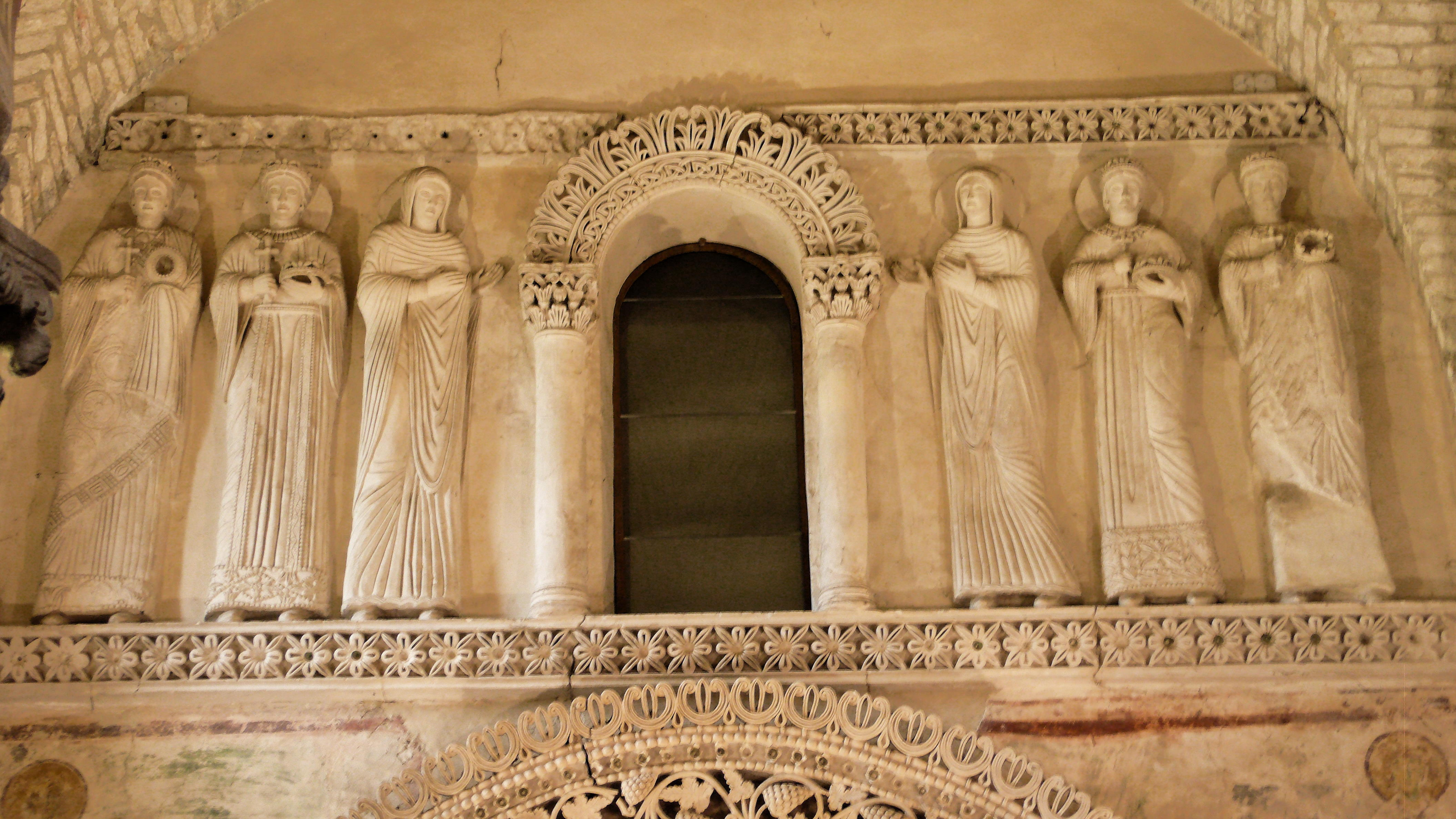
Figures de saints en stuc.

La lunette de la porte est encadrée par des vignes entrelacées avec des grappes.Le Christ entre les archanges Michel et Gabriel est représenté au centre, tandis que dans le même registre, figure un groupe de fresques avec des Martyrs. Au-dessus de la lunette du portail se développe une frise élaborée de vrilles, réalisées a giorno (dans la journée), encadrées de rosaces à l'intérieur desquelles étaient placées des perles de verre.
La partie la plus intéressante est cependant la frise du niveau supérieur, librement superposée aux éléments architecturaux du bâtiment tels que les fenêtres. Six figures en relief de Saints, en stuc, sont exceptionnellement bien conservées : leurs figures monumentales sont à rapprocher des modèles classiques, réinterprétés selon la culture lombarde. Les drapés des robes richement décorées ont un motif rectiligne accentué, rappelant les modèles byzantins, dont les Saints se distinguent cependant par le plus grand sens du volume et par le verticalité, encore marqué par la longueur des plis des tuniques.
La décoration en stuc est restée inachevée sur les parois latérales et était à l'origine partiellement colorée. La chapelle est ornée de plusieurs cycles de fresques réalisées à différentes époques : des fragments détachés sont également conservés dans la sacristie et dans le musée chrétien de la Cathédrale de Cividale del Friuli.

## Galerie d'images

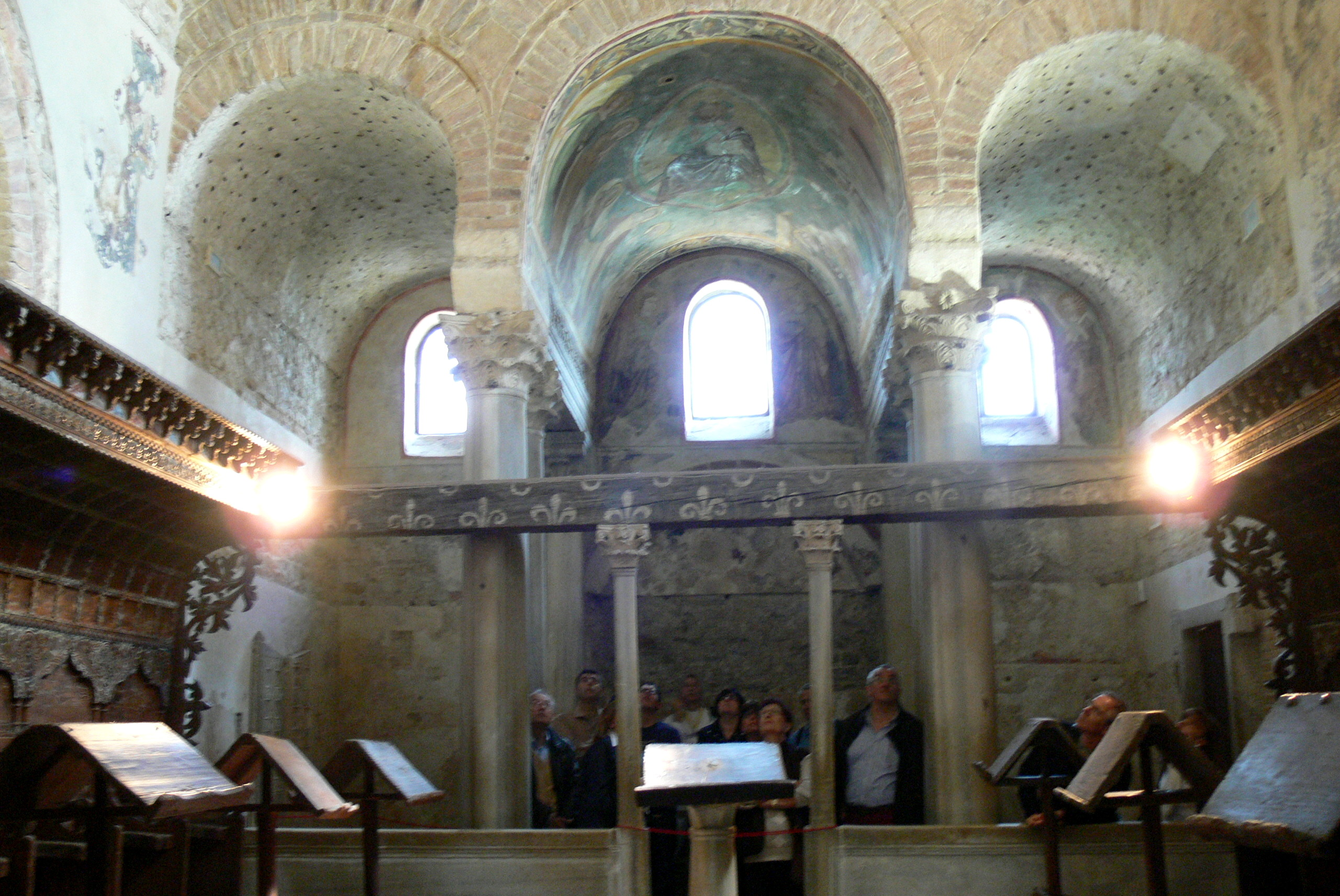
Chœur
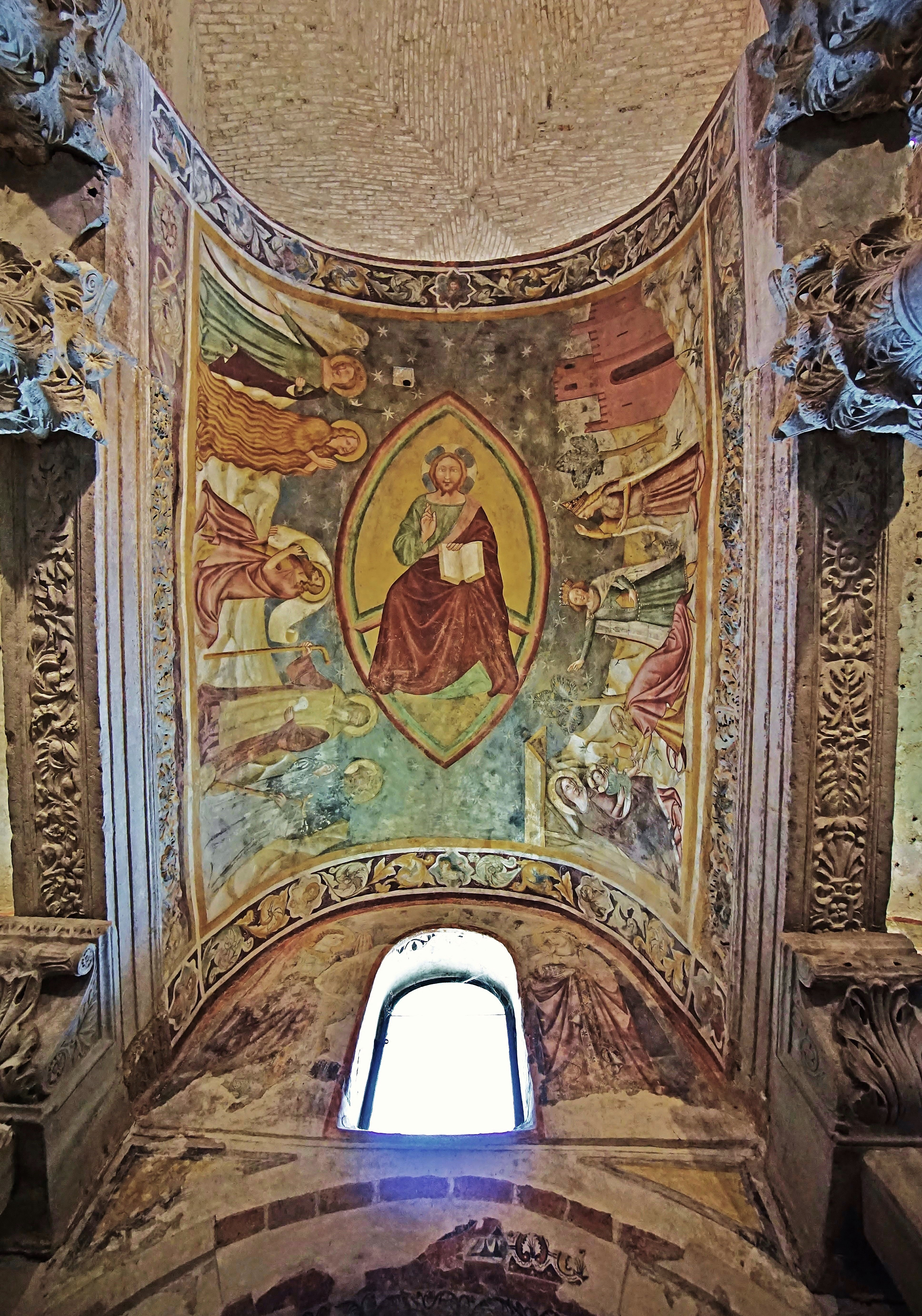
Voûte du chœur
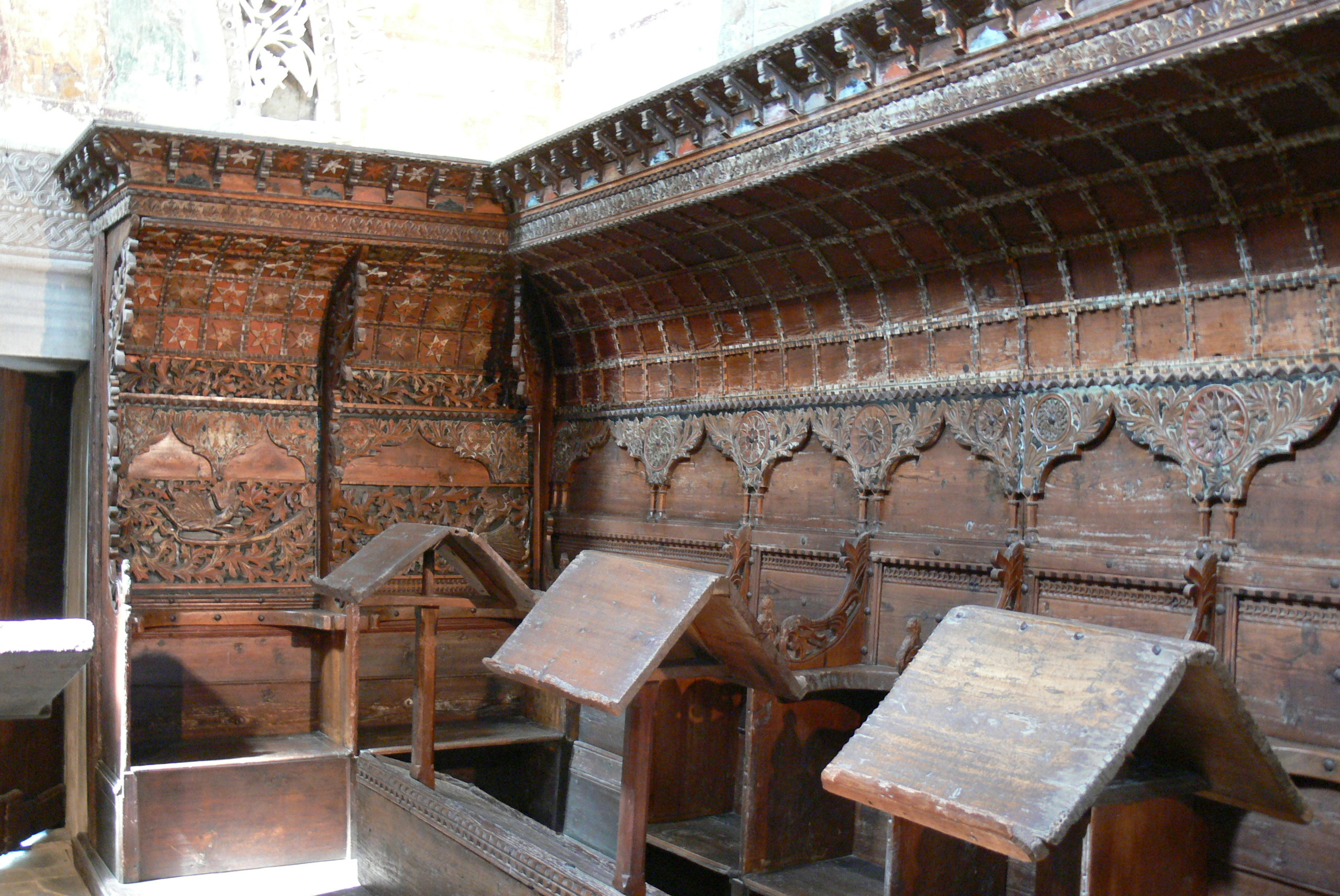
Stalles du chœur
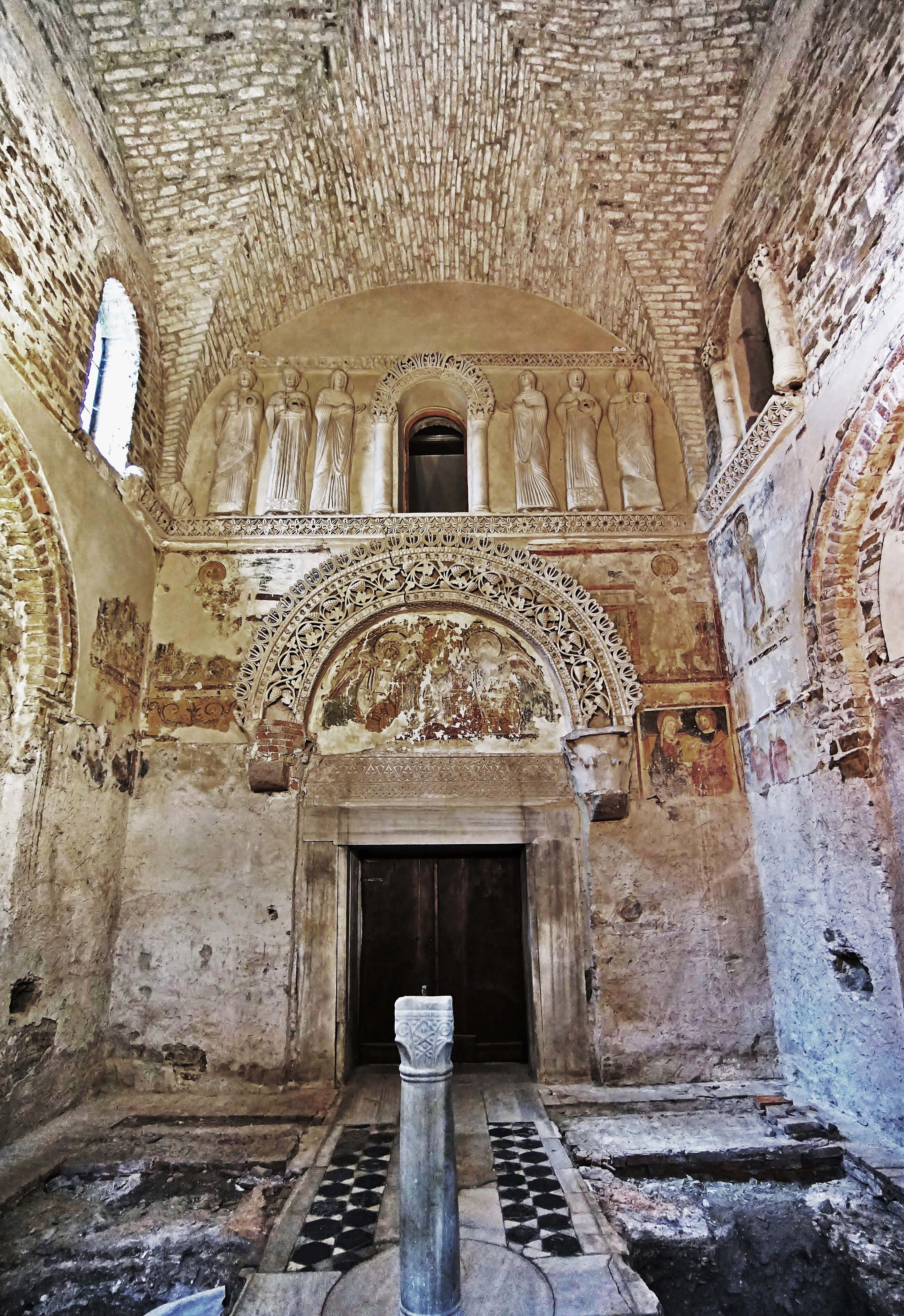
Intérieur sans les stalles du chœur
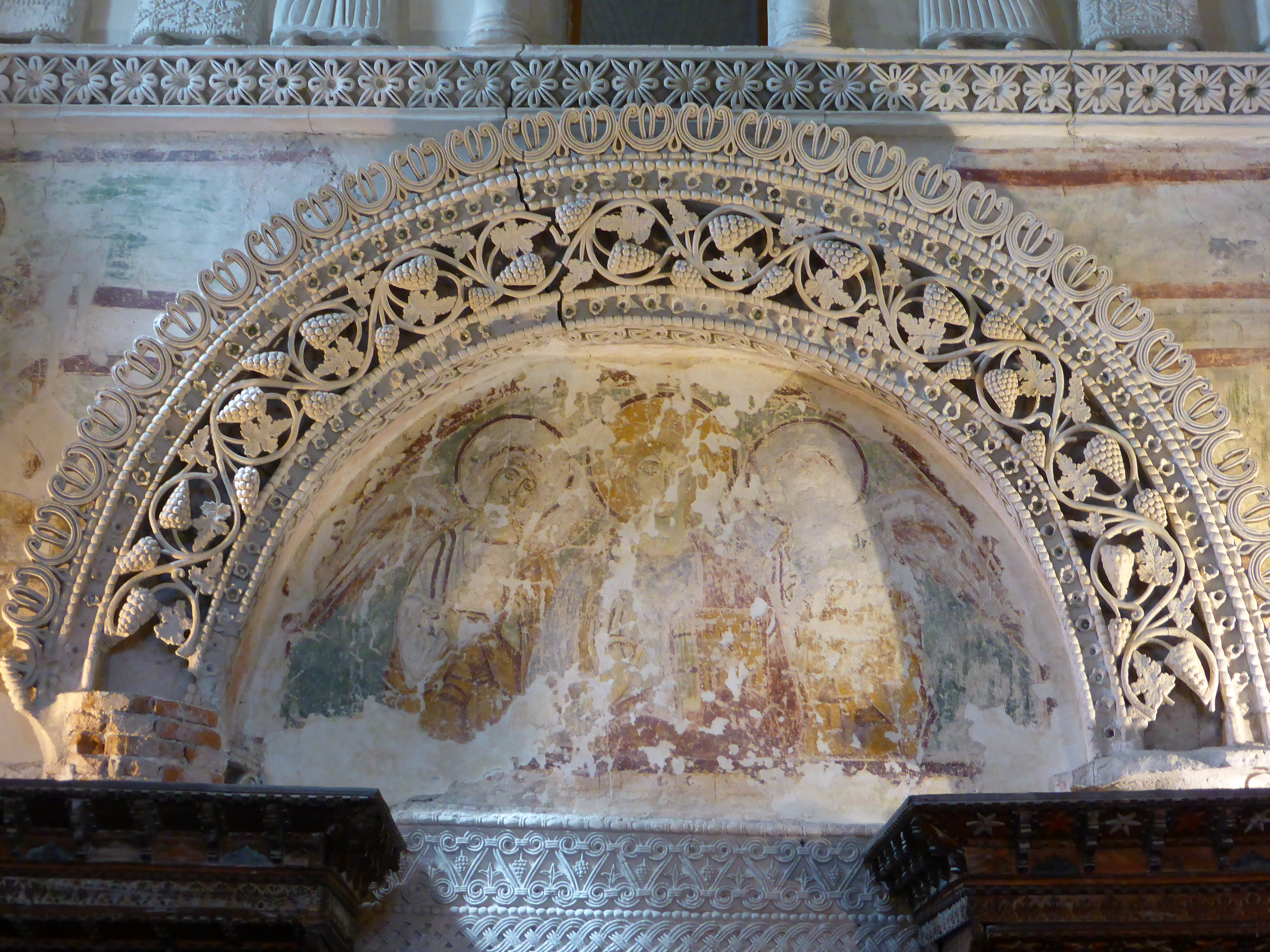
Lunette
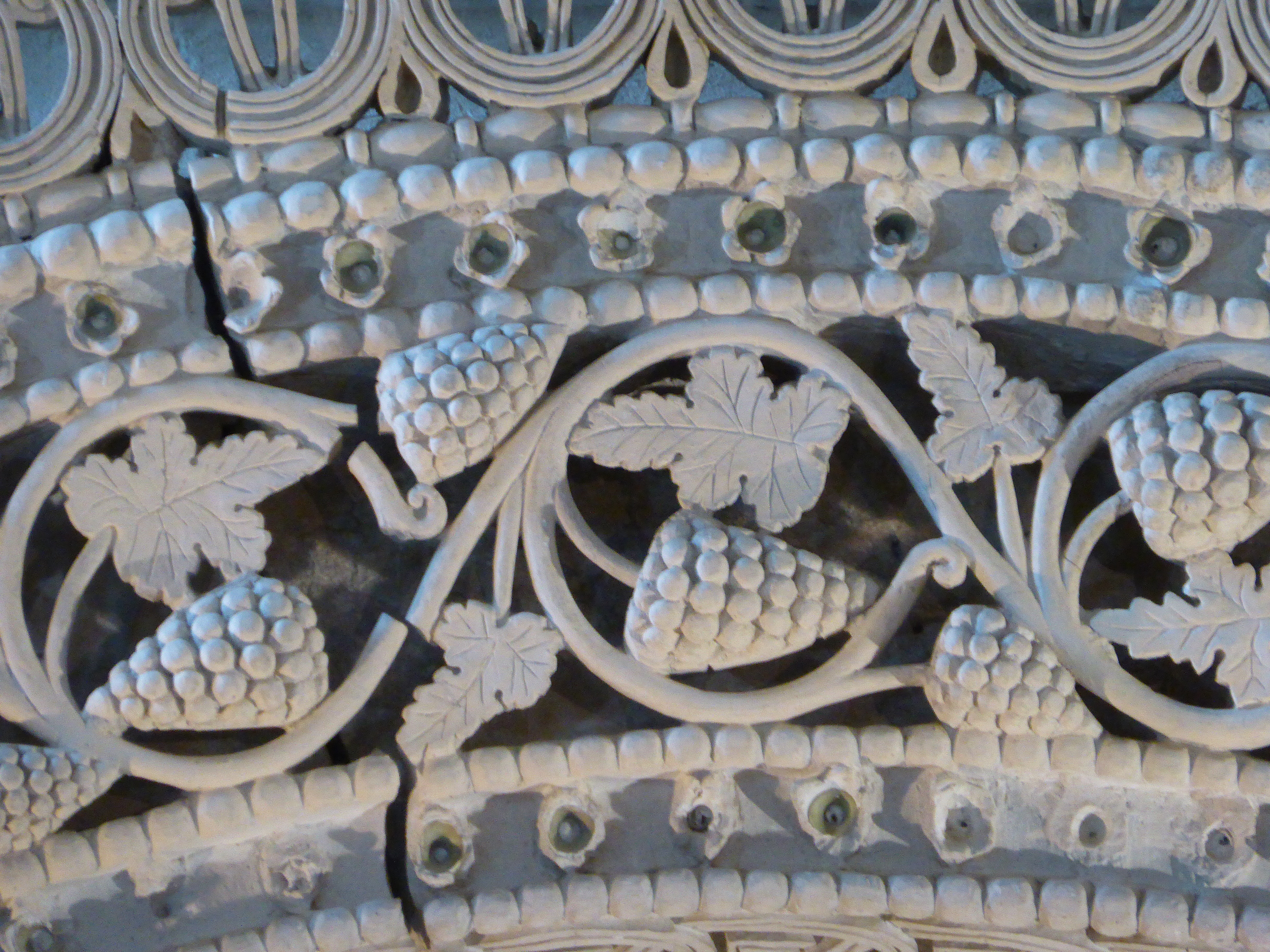
Détail de la lunette
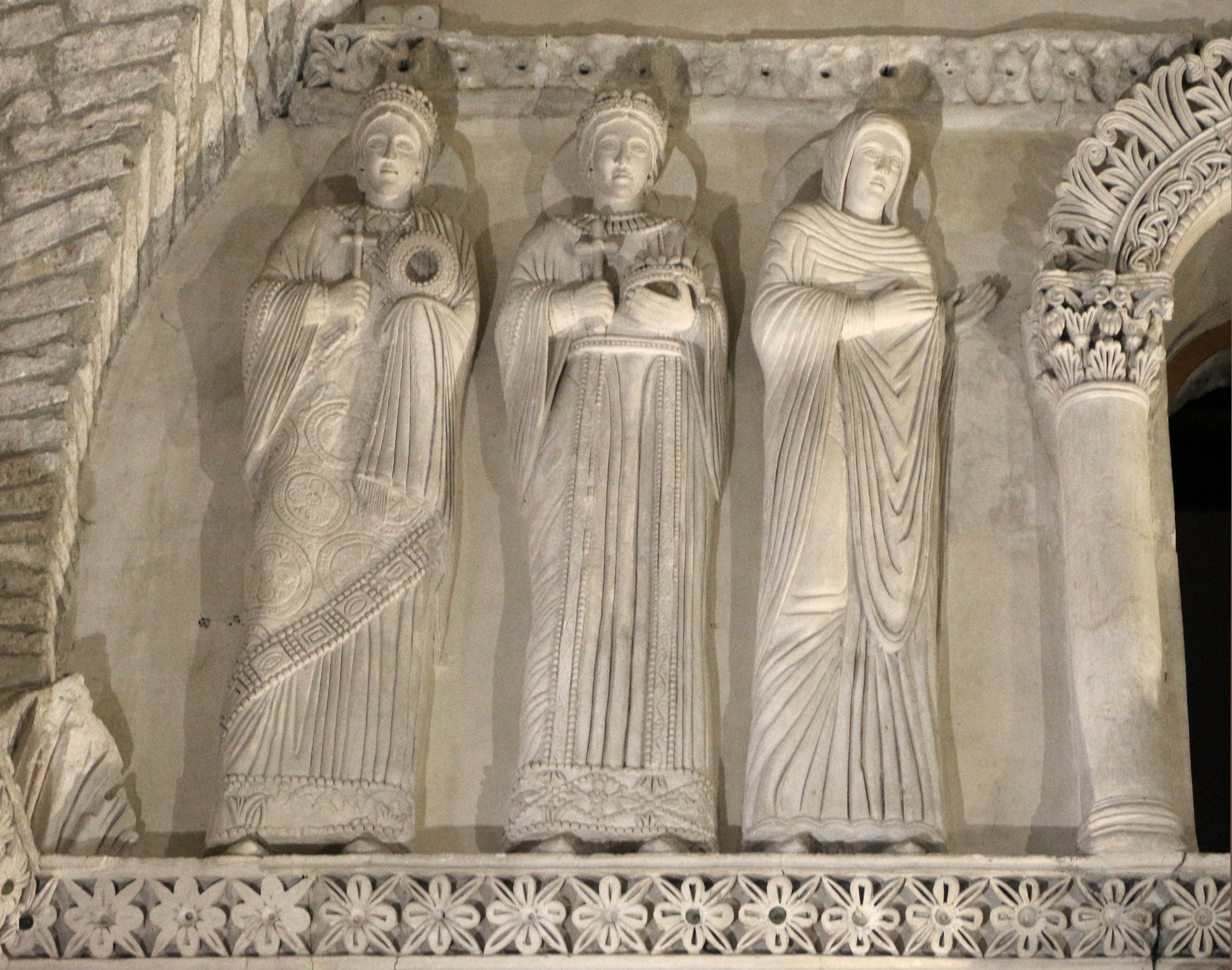
Saints à gauche
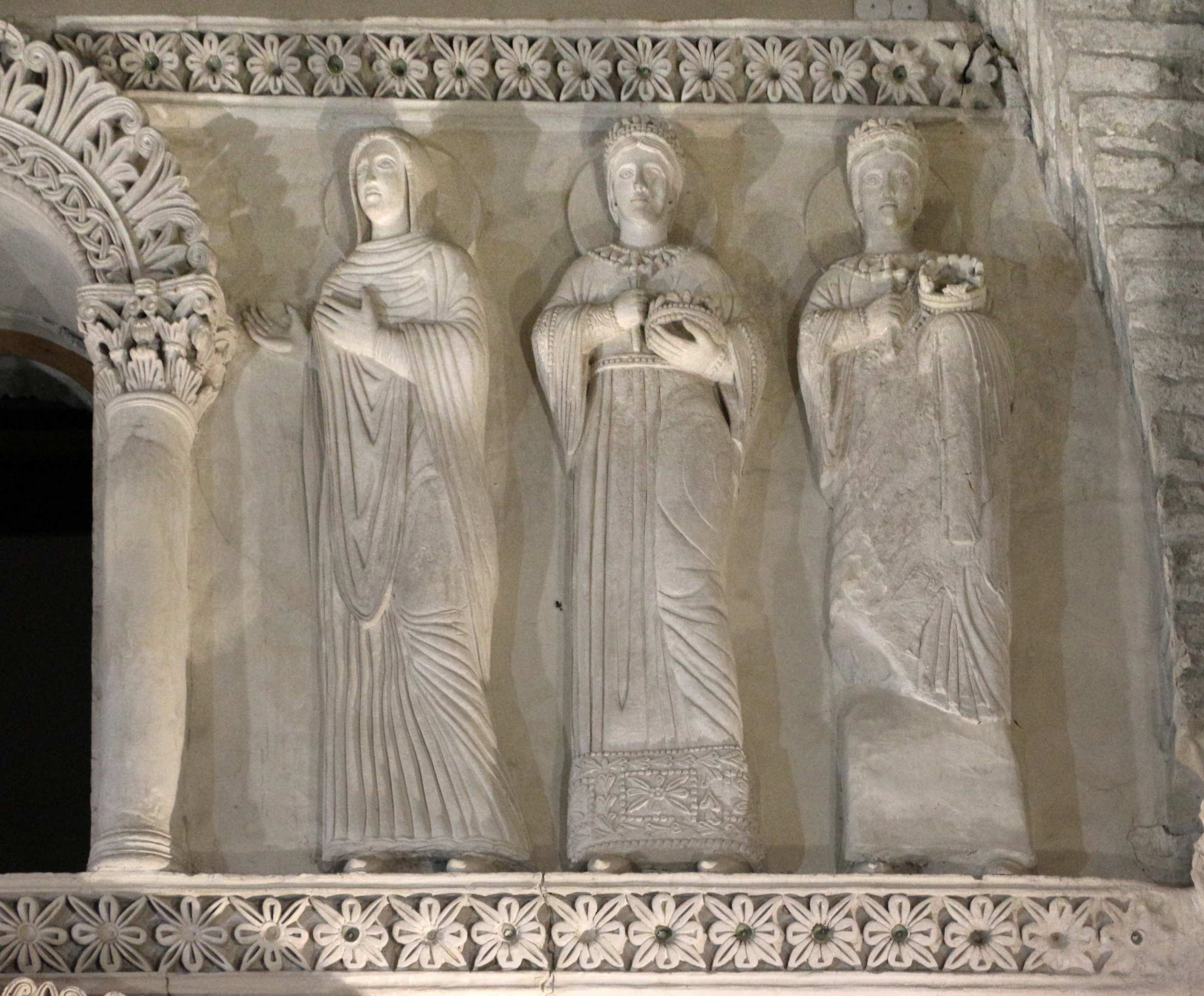
Saints à droite